# Maria Strebeyko
Maria Strebeyko lub Maria Strebejko, z domu Chrzanowska, podpisywała się też jako M. Strebeykowa, M. St., Strebejko M. (ur. w 1837, zm. 7 października 1928 w Warszawie (?); fl. ca 1902-1925) – polska pisarka i tłumaczka literatury angielskojęzycznej, skierowanej dla dzieci i młodzieży.
Autorka powieści i opowiadań przygodowych, historycznych i religijnych dla młodzieży (m.in. Bohater Pawełka, Krzesełko Karolka, Polowanie na lisa, Pieszczoszka (1906); Leonek Lwie-Serce (1909); Dziesięcioletni ochotnik: opowiadanie z czasów Powstania Styczniowego (1912); Zwierzęta w żywotach świętych Pańskich (1925)).
Przetłumaczyła m.in. powieść Herberta George’a Wellsa: Pierwsi ludzie na księżycu (1902, w odcinkach w tygodniku ilustrowanym dla dzieci i młodzieży Wieczory Rodzinne, a w wydaniu książkowym w 1905), Przygody królewicza Edwarda: według Marka Twaina (I wyd. przekł. 1917) i Nello i Patrasz według Ouidy (Maria Louise Ramée, I wyd. przekł. 1918).